# タンカン
タンカン（桶柑、短柑、学名：Citrus tankan）は、ミカン科の常緑樹。ポンカンとネーブルオレンジの自然交配種のタンゴール (tangor) の一種である。

## 概要
タンカンには「桶柑」（タンカン、台湾語：tháng-kam、タ̣ンカㇺ）の字があてられており、中国で行商人が木桶で持ち歩いたがこの由来とされる。また「短柑」、「年柑」などとも呼ばれる。
中国広東省が原産地で、1789年に台湾北部の新荘に導入された。日本には1896年（明治39年）頃に台湾から奄美大島を始めとする南西諸島へ移植された。1929年（昭和9年）頃に本格的な栽培が始まった。
現在の主な産地は中国広東省、福建省、台湾中・北部、日本の鹿児島県の屋久島、奄美大島などと沖縄県である。

## 生態
高温を好む亜熱帯性柑橘類で、夏期多湿で年平均気温が19 - 22度が良いとされる。花期は4月頃、収穫時期は1、2月で、冬の果物である。
種からも育つが、栽培用の繁殖は接ぎ木によって行われ、台木としてサンキツ（酸橘、Citrus sunki）の他、ラングプールライム（黎檬、Citrus limonia）、オレンジ（橘橙、Citrus sinensis）なども用いられる。

## 品種
台湾では栽培品種として普通桶柑、海梨柑、高墻桶柑、六月桶柑などに細分され、収穫時期はこの順で遅れる。高墻桶柑は大型で色が濃く、糖度の高い実が生り、病気にも強いため、台湾での栽培の主流となっている。その中でも大春種は宜蘭県で発見された優良品種で、種無しで甘い特徴を持つ。
- 名護紅早生:この品種は1971年に沖縄県農業試験場名護支場（名護市在）において、台湾より輸入されたタンカンの果実から採種し、翌年播種、1977年初結実した。1978年14個体、1982年1個体選抜した。その中の1個体が当該品種で、特性の調査、確認を行って育成を完了した。そこで種苗法に基づく品種登録の出願を1991年3月に行い、およそ2年後の1993年7月には品種登録がされるに至った。この品種の果形は円で中果、果皮色が紅橙色である[1]。
- 垂水1号：台湾から取り寄せた苗木の中から選抜された品種である。大果で栽培し易く、鹿児島県での主要品種となっている。鹿児島県内之浦町では‘垂水 1号’からさらに大果で果皮色の濃い「内園系」が選抜され、この選抜系が多く栽培されている[2]。

## 利用
果実を食用にする。果皮の厚さは3 - 4 ミリメートル。皮と果肉が離れにくいことが欠点であるが、ポンカンやネーブルオレンジと同じく、瓤嚢(じょうのう。半月形の袋)の膜が柔らかく、難なく食べることができる。果肉はオレンジ色で柔らかく多汁、酸味は少なく甘味に富み風味が良い。
台湾における2015年の収穫量は52,023トンで、内47％が新竹県、19％が苗栗県、18％が台中市であった。
日本における2010年の収穫量は5,222トンであり、その内訳は鹿児島県80％、沖縄県18%である。

### 加工食品
果汁を絞り瓶詰めなどのジュースとして販売したり、シャーベット、アイスクリーム、ゼリー、蒸しパン、ケーキなど、風味付けとして加えた食品が製造されている。
果皮は、奄美大島では刻んで薬味として用い、奄美料理の鶏飯の風味付けなどに使われる。また、オレンジピールの様に、砂糖で煮て菓子にすることもできる。
奄美大島ではタンカンの果肉を奄美黒糖焼酎に漬け込んだリキュールが「たんかん酒」の名で製造販売されている他、家庭でも作られている。